# Harde voorjaarssatijnzwam
De harde voorjaarssatijnzwam (Entoloma clypeatum, synoniem: Rhodophyllus clypeatus) is een paddenstoel uit de familie Entolomataceae.

## Kenmerken

### Uiterlijke kenmerken
Hoed
De hoed heeft een diameter van 3-12 cm. Deze is op jonge leeftijd klokvormig en spreidt zich later uit met een bult in het midden en is vaak gebogen. De nauwelijks gegroefde rand van de hoed is naar beneden gebogen en later golvend gebogen en vaak gescheurd door de jaren heen. Het oppervlak is beige tot grijsbruin of grijsgeel, iets lichter naar de rand toe en aanzienlijk donkerder (roetbruin) bij vochtig weer (hygrofaan) met een radiaal, vezelig gestreept patroon; het is ook zijdeachtig glanzend en kaal.
Steel
De steel is 4-6 cm hoog en 6-15 mm dik. Het is oppervlakkig witachtig, vezelig en in de lengterichting gestreept, zijdeachtig glanzend en vergeelt bij aanraking.
Lamellen
De lamellen zijn eerst grijsachtig, maar worden later meer roze door de gerijpte sporen. Er is een onregelmarige rand.
Vlees
Het vlees is grijsachtig in water en wit in droge toestand. Bij kneuzing geeft het een meelgeur af. De smaak is ranzig met een onaangename nasmaak.
Sporenprint
De sporenprint is roze.

### Microscopische kenmerken
De harde voorjaassatijnzwam heeft hoekige sporen van 8–11 x 7–10 micrometer. Deze groeien in groepen van vier op knotsvormige basidiacellen van 30–55 x 10–20 micrometer. Ze hebben geen cystiden. Gespverbindingen komen in alle delen van de paddenstoel voor. De hoedhuid is een ixocutis van radiale, 2-7 micrometer dikke, cilindrische hyfen.

## Habitat
De soort komt voor in heggen en op grazige plekken. Vaak zijn ze te vinden bij planten uit de rozenfamilie, zoals meidoorns, ook op goede tuingrond. Ze zijn te zien van de lente tot en met de zomer.

## Verspreiding
Het is wijdverspreid en gebruikelijk in Europa en kan ook worden aangetroffen in Noord-Amerika en Japan.